# Heterosentis fusiformis
Heterosentis fusiformis är en hakmaskart som först beskrevs av Yamaguti 1935.  Heterosentis fusiformis ingår i släktet Heterosentis och familjen Arhythmacanthidae. Inga underarter finns listade i Catalogue of Life.